# Karol Jączkowski
Karol Jączkowski (ur. 13 lutego 1988 w Chojnicach) – polski futsalista oraz żeglarz. 

## Kariera sportowa
W futsalu reprezentuje barwy Red Devils Chojnice, z którym w sezonie 2012/2013 zdobył Wicemistrzostwo Polski, a w 2008 r. zdobył brązowy medal Mistrzostw Polski U-21. Jako żeglarz występuje w klasie 470. Wystąpił także na Mistrzostwach Świata w klasie optymist. Zawodnik AZS-AWFiS Gdańsk.